# 凯特琳·菲茨杰拉德
凯特琳·菲茨杰拉德（Caitlin FitzGerald，1982年8月25日—）是美国演员兼编剧，知名角色有Showtime电视网的热门美剧《性爱大师》中的莉比·马斯特一角。

## 早年经历
凯特琳自小就对表演产生兴趣，并在许多社区剧院和学校的活动中参与表演。她在美国顶级私立中学康科德中学（Concord Academy）读完寄宿制高中后，被纽约大学提克斯艺术学院录取，主攻戏剧专业。她还在伦敦的皇家戏剧艺术学院学习过莎士比亚。

## 演艺经历
凯特琳·菲茨杰拉德在（ It's Complicated ），《绯闻女孩》（ Gossip Girl ）（S4E13）, 《待解救的少女》（ Damsels in Distress（页面存档备份，存于））以及《新婚夫妇》（Newlyweds（页面存档备份，存于））等影视作品中都有过不俗表现。
2010年，凯特琳参演了易卜生的话剧《海达 高布乐》（Hedda Gabler（页面存档备份，存于））。这是一部非百老汇传统的先锋戏剧，在仅能容纳25名观众的私人住宅里演出。凯特琳对于能出演“出自非莎士比亚之手的最伟大的女性角色”感到十分兴奋。《纽约时报》的首席戏剧评论家 Ben Brantley 对她的表演进行评价说: "无论是腿、眼睛还是颧骨，外加仿佛就是为拍特写而生的脸庞，她的美让人陶醉。" 但是，他觉得凯特琳缺乏应有的庄重，总给人一种印象，像是“一个刚进贵族学校的转校生，可能离受人欢迎还有一大段差距”。
2012年，凯特琳出演了独立电影 Like the Water, 同时也是该剧的编剧之一。该戏在她的老家缅因州拍摄。 电影讲述了一位童年好友的死亡，灵感来源于凯特琳的一名同学的突然离世。同年她还参演了电影《菲茨杰拉德家族的圣诞节》，该片由艾德·伯恩斯（Ed Burns（页面存档备份，存于））指导。
2013年，凯特琳出演热门美剧《性爱大师》， 影评人奖（Indiewire（页面存档备份，存于）） 认为她的角色是所有电视剧角色中最没有得到应有评价的一个: "莉比·马斯特这个角色非常容易让人觉得无聊，而不会让人心生怜悯……菲茨杰拉德完美地演绎了莉比的娇弱婀娜，展现出了养尊处优的高贵形象，但又不失少女的天真——她有的时候会叫自己的丈夫“爸比” （Daddy）—— 她用自己的表演告诉大家，她不是一个表现保守价值观或无知形象的替身……菲茨杰拉德把莉比的感性和率真表露无遗。"
接下来她将于2014年出演罗斯·卡兹（Ross Katz）导演的独立喜剧Brother’s Keeper。其中她扮演尼克·克罗（Nick Kroll（页面存档备份，存于） ）的女朋友 Kat, 在男友的科技发明失败后把他甩了。

## 家庭
菲茨杰拉德（FitzGerald）是一个在历史上有名的新英格兰家族。凯特琳出生并成长在美国的缅因州卡姆登市。她的父亲Des FitzGerald是美国跨国企业康地集团（ContiGroup）的前任CEO，母亲 Pam Allen是《针织达人迷》(Knitting for Dummies)一书的作者，同时也是Quince & Co毛纱公司的创始人。她的弟弟 Ryan是耶鲁大学环境管理专业的硕士。
凯特琳从小父母离异， 她有两个同父异母的弟弟，Alexander 和Cooper。 她的爷爷Desmond FitzFerald是肯尼迪政府时期的CIA（美国中央情报局）副局长，她的姑姑Frances FitzGerald是普利策奖的获得者。

## 感情
2013年，凯特琳被狗仔队抓拍到和《性爱大师》的男一号麦克·辛疑似约会，麦克·辛在剧中扮演凯特琳的丈夫。两人被拍到在加州马里布的一次晚餐后接吻。两人经常一起出现在慈善活动、音乐节、餐馆等各种场合。